# Мемешли
Мемешли, срещано и като Мемишли (на македонска литературна норма: Мемешли), е село в община Струмица на Северна Македония.

## География
Селото е разположено високо в Беласица, южно от Струмица.

## История
През XIX век Мемешли е чисто турско село в Дойранска каза на Османската империя. В „Етнография на вилаетите Адрианопол, Монастир и Салоника“, издадена в Константинопол в 1878 година и отразяваща статистиката на населението от 1873 година, Мешекли (Méchechli) е посочено като селище с 38 домакинства, като жителите му са 82 мюсюлмани. Според статистиката на Васил Кънчов („Македония. Етнография и статистика“) от 1900 година Мемишли е населявано от 210 жители, всички турци.
След Междусъюзническата война в 1913 година селото попада в Сърбия. Според Димитър Гаджанов в 1916 година в Мемишли живеят 68 турци.
Според преброяването от 2002 година селото има 44 жители – всички турци. В Мемешли има основно училище „Даме Груев“.
Според данните от преброяването през 2021 г. Мемешли има 16 жители.

## Личности
Починали в Мемешли
- Иван Чолаков (Чакалов), български военен, поручик, загинал през Първата световна война[7]